# Liste der politischen Parteien in Sambia
Die Liste der politischen Parteien in Sambia behandelt die Parteien in dem afrikanischen Staat Sambia. 

## Parteien

### Bestehende Parteien
- All People’s Congress
- Forum for Democracy and Development
- New Heritage Party
- Movement for Multiparty Democracy
- New Congress Party
- Das Wahlbündnis National Democratic Focus
- Das Wahlbündnis National Democratic Front
- National Leadership for Development
- New Generation Party
- Overseers of Justice and Chronicles
- Patriotic Front
- Reform Party
- Das Wahlbündnis United Democratic Alliance
- United Nationalist Party
- United National Independence Party
- United Party for National Development
- Das Wahlbündnis Zambia Alliance for Progress

### Ehemalige, aufgelöste Parteien
- Agenda for Zambia
- Movement for Democratic Process
- National Citizens’ Coalition
- National Party
- National Progressiv Party
- Northern Rhodesian African National Congress
- Party for Unity, Democracy and Development
- Social Democratic Party
- United Liberal Party
- Zambian African National Congress
- Zambian Democratic Congress
- Zambia Development Congress
- Zambia Republic Party